# NGC 3071
NGC 3071 je galaksija u zviježđu Lavu.

## Vanjske poveznice
- SEDS: NGC 3071